# 元老院 (パキスタン)
元老院（げんろういん、(ウルドゥー語: ایوانِ بالا پاکستان, Aiwān-i bālā Pākistān, IPA: [ɛːʋɑːn-e bɑːlɑ ˌpɑːkɪst̪ɑːn]）は、パキスタン・イスラム共和国の議会（上院）。国民議会（英語 National Assembly）とともに両院制を構成する。

## 概要
- 設置年：1973年
- 任期：6年（3年ごと半数改選、解散なし）
- 定数：96（2018年以前は104だったが、連邦直轄部族地域の廃止にともない削減）
- 選挙制度：
  - 88人: 4州の州議会議員による間接選挙（単記移譲式投票による）。各州とも一般議員14人、女性議員4人、ウレマ（イスラム法学者、実質的な聖職者）議員4人ずつを選出。
  - 4人: 大統領による首都選出議員。一般議員2人、女性議員1人、アーリム（神学者、首都のウレマ）議員1人。
  - 4人: 宗教的マイノリティより選出（4州より1名ずつ。2011年に新設）。